# Цэндийн Олзвой
Цэндийн Олзвой (монг. Цэндийн Олзвой; 21 декабря 1914, сомон Манхан аймака Ховд — 23 июля 1941) — монгольский военный, рядовой Монгольской народной армии, пулемётчик. Герой Монгольской Народной Республики (1939).

## Биография
Сын пастуха, сам в молодости пас скот. В 1937 году призван в Монгольскую народно-революционную армию. Служил пулемётчиком в пехотном полку в Тамсагбулаге, затем в кавалерии.
17 мая 1939 года пулемётчик 17-го кавалерийского полка 6-й кавалерийской дивизии цирик Ц. Олзвой отличился в боях на Халхин-Голе, уничтожив большое количество вражеских солдат и офицеров. Подавил несколько огневых точек противника. Отправленный в разведку, проник глубоко на территорию врага, уничтожил высокопоставленного сотрудника японской разведки и захватил секретные военные материалы. 
За проявленный подвиг решением Президиума Великого Народного хурала от 21 октября 1939 года был удостоен звания Герой Монгольской Народной Республики.
В 1940 году направлен на учёбу в Объединённое военное училище МНРА в Улан-Баторе. Умер 23 июля 1941 года от тяжёлой болезни.